# 曹賢順
曹 賢順（そう けんじゅん、生没年不詳）は、北宋時期の曹氏帰義軍節度使の八代目である。曹宗寿の子である。曹宗寿の死後、曹賢順が位を継いだ。

## 略歴
宋の大中祥符7年（1014年）、帰義軍留後の曹賢順を帰義軍節度使とした。
遼の開泰8年（北宋の天禧3年、1019年）正月壬戌、聖宗は沙州節度使の曹賢順を敦煌郡王にした。
天禧4年（1020年）と天聖元年（1023年）、曹賢順は二度北宋の朝廷に朝貢している。
天聖元年（1023年）以降、曹氏帰義軍政権の名は、史籍の中から消失している。曹氏政権は、天聖6年（1028年）から景祐2年（1035年）の間に、西夏によって滅ぼされたと考えられている。